# Ёлкино (Волгоградская область)
Ёлкино — хутор в Чернышковском районе Волгоградской области.
Является адмцентром Ёлкинского сельского поселения.